# Horný Kalník
Horný Kalník es un municipio del distrito de Martin en la región de Žilina, Eslovaquia, con una población estimada a final del año 2024 de 197 habitantes.
Se encuentra ubicado al oeste de la región, cerca del curso alto del río Váh (cuenca hidrográfica del Danubio) y del parque nacional de Veľká Fatra.

## Demografía
| Año        | 1994 | 2004  | 2014     | 2024     |
| ---------- | ---- | ----- | -------- | -------- |
| Población  | 120  | 156   | 176      | 197      |
| Diferencia |      | +30 % | +12,82 % | +11,93 % |

| Año        | 2023 | 2024    |
| ---------- | ---- | ------- |
| Población  | 190  | 197     |
| Diferencia |      | +3,68 % |